# 北京市电影公司
北京市电影股份有限公司，前身华北影片经理公司，是中国北京的一家电影公司，隶属于北京演艺集团，是北京市属的唯一一家国有电影公司。

## 历史
1949年，华北影片经理公司成立。2009年1月22日，公司改制为股份有限公司北京市电影股份有限公司，出资方为北京市国有资产经营有限责任公司（38％）、时代今典影院投资有限公司（38％）和北京市电影公司本身（24％）。

## 组织
公司本身主要以影院投资建设、影院兼并收购和管理为主，其他业务由旗下公司运营。其旗下有9家直营影院：
- 北京新影联东环影院有限责任公司
- 北京新影联东申影城有限公司
- 北京新影联华谊兄弟影院有限公司
- 北京新影联美亚东申影院有限责任公司
- 京津冀联盟（天津）演艺有限公司
- 天津滨海影联鸿泰电影有限公司
- 怀来新影联电影城有限公司
- 玉田县新影联凤凰影城有限公司
- 无锡新影联影院有限责任公司

还有4家参股影院为：
- 北京花市影联百老汇影院有限公司
- 北京中影联安乐新东安影院有限公司
- 北京百丽宫影院有限公司
- 北京中影恒乐新世纪影院有限公司。